# Iliókali
Iliókali (Iliokali) är en ort i Grekland.   Den ligger i prefekturen Nomós Ioannínon och regionen Epirus, i den centrala delen av landet, 300 km nordväst om huvudstaden Aten. Iliókali ligger 765 meter över havet och antalet invånare är 524.
Terrängen runt Iliókali är varierad, och sluttar västerut.Runt Iliókali är det glesbefolkat, med 8 invånare per kvadratkilometer. Närmaste större samhälle är Ioánnina, 11,2 km nordväst om Iliókali. I omgivningarna runt Iliókali växer i huvudsak blandskog.